# Liste des Suisses lauréats du prix Nobel
Cet article liste les personnes ayant eu la nationalité suisse mais aussi les organisations basées en Suisse lauréats d'un prix Nobel.

## Prix Nobel de la paix
- 1901 : Henri Dunant, fondateur du Comité international de la Croix-Rouge et promoteur de la Première convention de Genève.
- 1902 : Élie Ducommun et Albert Gobat, secrétaires honoraires du Bureau international permanent de la Paix à Berne.
- 1910 : Bureau international permanent de la Paix, (Berne).
- 1917, 1944, 1963 : Comité international de la Croix-Rouge, Genève.
- 1938 : Office international Nansen pour les réfugiés, Genève.
- 1954, 1981 : Haut Commissariat des Nations unies pour les réfugiés, Genève.
- 1969 : Bureau international du travail (B.I.T.), Genève.
- 2017 : Campagne internationale pour l'abolition des armes nucléaires (ICAN), Genève.

## Prix Nobel de chimie
- 1913 : Alfred Werner,
- 1937 : Paul Karrer, (avec Walter Norman Haworth, Angleterre).
- 1939 : Lavoslav Ružička (suisse né en Croatie), (avec Adolf Friedrich Johann Butenandt, (Allemagne) ),
- 1975 : Vladimir Prelog,
- 1991 : Richard R. Ernst,
- 2002 : Kurt Wüthrich (avec John B. Fenn (États-Unis) et Koichi Tanaka (Japon) ).
- 2017 : Jacques Dubochet (avec Joachim Frank (États-Unis) et Richard Henderson (Royaume-Uni)

## «Prix Nobel» d'économie
- aucun Suisse.

## Prix Nobel de physique
- 1920 : Charles Édouard Guillaume, invention de l'invar, de l'élinvar et de la platinite.
- 1921 : Albert Einstein[1], explication de l'effet photoélectrique.
- 1945 : Wolfgang Pauli[2], découverte du principe d'exclusion en physique quantique.
- 1952 : Felix Bloch [3], développement de nouvelles méthodes de mesures magnétiques nucléaires et les découvertes qui en ont découlé.
- 1986 : Heinrich Rohrer (avec Gerd Binnig et Ernst August Friedrich Ruska (Allemagne) ), invention du microscope à effet tunnel.
- 1987 : Karl Alexander Müller (avec Johannes Georg Bednorz (Allemagne) ), mise en évidence de supraconducteurs à haute température (azote liquide)
- 2019 : Michel Mayor et Didier Queloz, pour la découverte de la première exoplanète (prix partagé avec James Peebles)

## Prix Nobel de littérature
- 1919 : Carl Spitteler.
- 1946 : Hermann Hesse.

## Prix Nobel de physiologie ou médecine
- 1909 : Emil Theodor Kocher.
- 1948 : Paul Hermann Müller.
- 1949 : Walter Rudolf Hess (avec Antonio Caetano De Abreu Freire Egas Moniz (Portugal) ).
- 1950 : Tadeusz Reichstein (avec Edward Calvin Kendall et Philip Showalter Hench (États-Unis) ).
- 1957 : Daniel Bovet.
- 1978 : Werner Arber (avec Daniel Nathans et Hamilton O. Smith (États-Unis) ).
- 1996 : Rolf M. Zinkernagel (avec Peter C. Doherty (Australie) ).